# 31 канал (Казахстан)
«31 канал» — казахстанский частный информационно-развлекательный телеканал.
Сетка вещания «31 канала» состоит из программных продуктов местного и зарубежного производства. Основной контент канала – развлекательные шоу, ситкомы, мультфильмы, художественные фильмы и сериалы. Также в эфире выпуски новостей, сообщающие о событиях в стране и мире. Вещание ведётся на казахском и русском языках.

## История
ТРК «31 канал» был основан 24 октября 1992 года Арманжаном Байтасовым с друзьями бизнесменами. 12 апреля 1993 года состоялся первый выход в эфир «31 канала» в городе Алма-Ата на 31-й ДМВ-частоте. Первыми передачами были «Телегид» и «Бизнес-блокнот» — новости с торговым уклоном, в эфире показывались нелицензионные фильмы низкого качества, а между фильмами выходил «Супермаркет» — программа частных объявлений. В 1995 году программу «Бизнес-блокнот» была переформатирована и вместо неё запущен информационный проект «Служба новостей». В 1997 году на канале стала выходить программа «Информбюро», которая ранее транслировалась на телеканале «Тотем».
В конце 2000 года Арманжан Байтасов в связи с возникшими трудностями (ранее Байтасовым были взяты кредиты под 120 % годовых и под 180 %) продаёт Булату Утемуратову контрольный пакет акций ТРК «31 канал». После появления у канала нового основного собственника, телеканал обзаводиться новым оборудованием и передачами. С 1 февраля 2001 года «31 канал» начал вещать в 14 городах Казахстана. В июле 2003 года начато вещание со спутника Intelsat 904. В апреле 2004 года — приобретён новый студийный комплекс, оснащённый современным телевизионным оборудованием.
1 февраля 2008 года Арманжан Байтасов и «СТС Медиа» заключили договор купли-продажи 20 % акций ТРК «31 канал» за $65 млн (принадлежавших Арманжану Байтасову) для формирования нового развлекательного контента и трансляции ряда популярных программ и сериалов производства «СТС Медиа».
31 марта 2008 года было начато вещание в обновлённом формате. В эфире канала стали транслироваться популярные сериалы и программы телеканала СТС. В апреле 2009 год в эфире «31 канала» начался показ популярных турецких сериалов. В 2011—2012 годах «CTC Медиа» и киностудии Paramount Pictures (сделка расторгнута до 2019 года), Warner Bros. (сделка расторгнута в конце 2016 года) и «The Walt Disney Company CIS» подписали соглашение, в рамках которого «31 канал» получил права на показ кинопродукции данных студий.
1 марта 2020 года 31 канал провёл ребрендинг, сменил прежний жёлтый логотип и оформление. Новый логотип получил палитру яркого оранжевого цвета, аналогичную дизайну радио «Азаттык/Свобода».
13 сентября 2021 года представителем УК «Верный капитал» Оспановым Е. М. было объявлено о назначении на должность генерального директора 31 канала Курманбека Жумагали, сменившего в этой должности Екатерину Кочевую.
В ночь с 5 на 6 января 2022 года во время погромов в Алматы 31 канал остался единственным телеканалом в городе, чей офис остался невредимым и неразгромленным. По словам директора канала Курманбек Жумагали, группа агрессивных террористов пыталась захватить здание телеканала. Жумагали вышел и поговорил с ними «по-мужски», обозвав их «врагами народа», после чего они ушли.

## Программы
С момента основания канала и вплоть до 2008 года, эфир телеканала состоял из выпусков новостей, публицистических и музыкальных программ, показа фильмов и сериалов. С 2008 года сетка телеканала состоит из одной информационной программы, турецких сериалов, развлекательных ситкомов и голливудских фильмов.

### Бывшие программы
- Центр внимания
- Точки над i
- Рейдер
- Состояние.kz
- Музыкальная передача X-TV
- Музыкальная передача DJ 31
- Топ-20
- Патруль 31
- Бизнес-блокнот
- Супермаркет — программа частных объявлений
- Дочки-сыночки
- ТВ-Доктор
- Эгоист
- Салауатты омир
- Ел мен жер
- Айна
- Формула-S
- Мастерская уюта
- Алдараспан күнделігі
- Ток-шоу "Неге?"

## Госзаказ
«31 канал» являясь частным негосударственным телеканалом получает государственный заказ Министерства информации и коммуникаций на производство сериалов и программ таких как: «Я люблю Казахстан», «Женатики», «Уят емес» и др.

## Собственники
До сентября 2024 года, 100 % ТОО «Телерадиокомпания „31 канал“» принадлежал ГК «Верный Капитал» (владельцем и акционером которой является Булат Утемуратов). 25 сентября 2024 года, стало известно что ГК «Верный Капитал» продал всю долю «Телерадиоканал „31 канал“» к Общественному Фонду «Әділдік және өркендеу». Ранее  15% доля канала принадлежал медиахолдингу СТС Медиа с 1 февраля 2008 года до 3 апреля 2023 года.

## Критика
Несмотря на высокий рейтинг, в отличие от остальных казахстанских каналов, 31 канал стал подвергаться негативной критике со стороны аудитории. В последнее время канал критикуют за раскрутку реклам во время эфирного показа каких-либо программ, фильмов, сериалов, мультфильмов и концертов. 

## Региональные партнёры
- ТС Карачаганак (Аксай);
- Первый Карагандинский (Караганда);
- ТВ Акцент/Алау (Лисаковск);
- КТК-7 (Павлодар);
- Арай+ (Талды-Курган);
- ТКТ (Темиртау);
- ТК Туран — Туркестан;
- KARATAU TV (Каратау);
- Арта (Экибастуз).